# Denis Darmovzal
Denis Darmovzal (* 17. července 2000, Vrbno pod Pradědem) je český fotbalový záložník, hostuje v Chrudimi.

## Klubová kariéra
Darmovzal je odchovancem Sokolu Vrbno p. Pradědem, kde strávil 5 let, po kterých si ho do svého kádru přivedla nejdříve Sigma Olomouc, později Opava.

### SFC Opava
Do SFC Opava přišel v roce 2015. V roce 2020 hostoval v tehdy třetiligových Petřkovicích, kde odehrál pouze jeden ligový zápas, ve kterém vstřelil branku. Debut ve Fortuna Lize si připsal 7. listopadu 2020 v zápase proti Pardubicím, kdy v 81. minutě střídal Pavla Zavadila. Zápas dopadl prohrou SFC 1:0. V květnu 2022 zvítězil v anketě druhé ligy pro nejlepšího hráče měsíce května. Za seniorské kategorie Opavy odehrál celkově 72 soutěžních zápasů.

### FK Mladá Boleslav
2. června 2022 podepsal tříletou smlouvu v Mladé Boleslavi. Zde se dočkal pouze 3 prvoligových startů, než šel příští přestupové období hostovat do Pardubic, do kterých nakonec přestoupil nastálo.

### FK Pardubice
V lednu 2023 přišel na rok a půl dlouhé hostování do Pardubic s možností přestupu. Po povedeném půlroku podepsal tříletý kontrakt. Premiérového gólu se v Pardubicích dočkal 28. května 2023 proti Baníku Ostrava, kdy se zvládl prosadit hned dvakrát.

### MFK Chrudim (hostování)
Po malém vytížení v Pardubicích odešel dne 2. února 2025 na půlroční hostování do Chrudimi.